# Massacre Records
Massacre Records is een onafhankelijk platenlabel uit Abstatt, Duitsland.

## Geschiedenis
Het label werd in 1991 opgericht door Torsten Hartmann en specialiseerde zich in zwaardere typen metalmuziek. Van 1995 tot 2000 behield Massacre het sublabel Swanlake Records voor het uitbrengen van gothic metal en folk metal.
De bestverkochte albums van Massacre werden Velvet Darkness They Fear en Aégis van Theatre of Tragedy, en Werk 80 van Atrocity.

## Artiesten op het label
- 69 Chambers
- Abinchova
- Adorned Brood
- Aeternitas
- Akoma
- Ancient Rites
- Assassin
- Asylum Pure
- Atrocity
- Balgeroth
- Bitterfeldt
- Blood God
- Bornholm
- Broken Fate
- Burden of Grief
- Catamenia
- Circle of Silence
- Coronatus
- Crystal Ball
- Crystal Eyes
- Damnation's Hammer
- Damnation Angels
- Darkane
- Dark Millennium
- Darkness
- Darkwell
- Debauchery
- Diabolos Dust
- Dreamslave
- Edgedown
- Eisregen
- Ela
- Elm Street
- Elvenstorm
- Elysion
- Eternal Flight
- Eternal Tears of Sorrow
- Ewigheim
- Exciter
- Fireleaf
- Frozen Land
- Furor Gallico
- Galderia
- Gloryful
- Goatfuneral
- Grabak
- Gun Barrel
- Hammerschmitt
- Hate Squad
- Hatriot
- Headless Crown
- Heathen Foray
- Heavenwood
- Highlord
- Hopelezz
- Illdisposed
- Imperia
- Imperious
- Iron Fate
- Ivanhoe
- Jaded Heart
- Kardinal Sin
- Killing Gandhi
- Kittie
- Lonewolf
- Love.Might.Kill
- Macbeth
- Marienbad
- Messenger
- Messiah's Kiss
- Metal Inquisitor
- Midnight Rider
- Miracle Flair
- My Darkest Hate
- Mystic Prophecy
- Narnia
- Negacy
- Night Legion
- Oz
- Paragon
- Radiant
- Raunchy
- Reaper
- Rebellion
- Scanner
- Schwarzer Engel
- Seita
- Silius
- Sinbreed
- Sinister
- Stoneman
- Stormage
- Stormhammer
- Stormwarrior
- Stormwitch
- The Arcane Order
- The Forsaken
- The Heretic Order
- The Order
- The Prophecy²³
- Theatre of Tragedy
- Theotoxin
- Thornbridge
- Thrudvangar
- Thyrien
- Totenmond
- Trail of Tears
- Vendetta
- Victorius
- Viper Solfa
- Voice
- Voices of Destiny
- Warpath
- Whiplash
- Wizard